# Vámos László (rendező)
Vámos László (Budapest, 1928. január 30. – Budapest, 1996. február 3.) Kossuth-díjas és kétszeres Jászai Mari-díjas magyar rendező, érdemes és kiváló művész.

## Életpályája

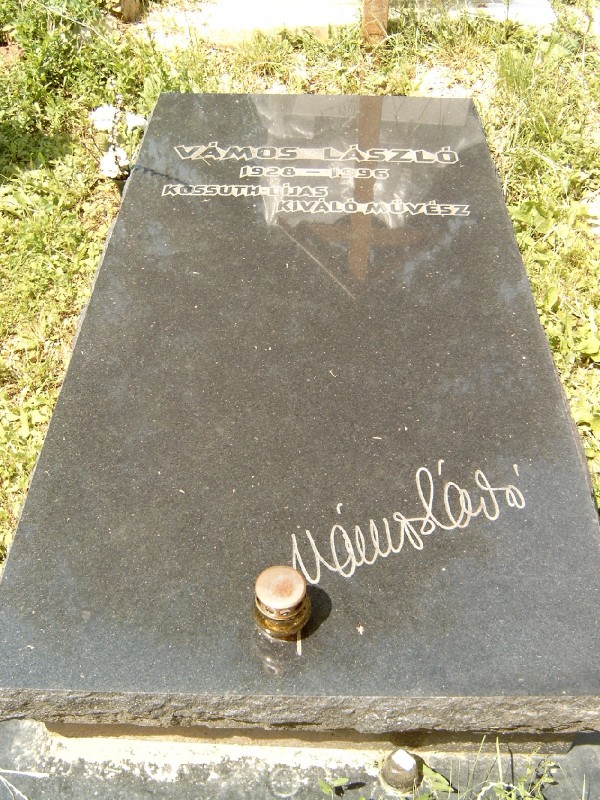
Vámos László sírja a Farkasréti temetőben

Vámos (Weisz) Imre (1896–1985) magánhivatalnok és Berger Jolán (1899–1963) fiaként született. 1950-ben végzett a Színház- és Filmművészeti Főiskola rendezői szakán, rögtön azután a Nemzeti Színház rendezője 1952-ig, majd 1955-ig a debreceni Csokonai Nemzeti Színház főrendezője volt. Akkor a budapesti Madách Színházhoz szerződött, ahol 1973-ig rendezett. Shakespeare: Hamlet, dán királyfi című darabjának 1962-es nagy sikerű rendezése után Ausztriába, Németországba, Lengyelországba, Franciaországba és az USA-ba is meghívták rendezni. 1967 és 1980 között az Operettszínház főrendezője, 1982 és 1990 között pedig a Nemzeti Színház művészeti vezetője és főrendezője volt. 1981-ben megválasztották a Magyar Színházművészeti Szövetség főtitkárává, a tisztséget 1990-ig töltötte be. 1960-ban a Színház- és Filmművészeti Főiskola rendezőtanára, később a színházrendezői tanszék vezetője lett. 1994-től a Magyar Állami Operaház főrendezője, 1995-től haláláig – 1996-ig –, megbízott főigazgatója volt. Rendszeresen rendezett a Magyar Televízióban és a Magyar Rádióban is. Televíziós rendezései közül kiemelkedik a Zenés TV Színház keretei között bemutatott Bánk bán (1974) és a Hunyadi László (1978) című operák tévéváltozatainak rendezése.

## Emlékezete
- Emlékére Psota Irén díjat alapított, fiatal rendezők, színészek számára
- „Az ő elhivatottsága, tisztessége, szakmai alázata egységes véleményt alakított ki a szakmában. Tanár úr volt, aki mindenkire odafigyelt, aki járta az országot, hogy megismerkedjen a kezdőkkel és mindent lásson, ami a színházi életben történik.” – Békés András[5]
- „Megteremtette a magyar drámának azt a színvonalát, amely mércéül kell szolgáljon minden darab színrevitelénél Magyarországon.” – Bessenyei Ferenc[6]
- „Színháza akár prózai volt, akár zenés, Pesten vagy vidéken színész színház volt. Velünk csinálta, belőlünk csinálta. Nagyszerű színészek seregét nevelte fel, hozta sztárhelyzetbe, s amíg lehetősége volt rá, nem engedte el a kezüket. Szinte valamennyiünknek tanára volt, nemcsak a főiskolán, hanem azután is a nagybetűs életben.” – Huszti Péter[7]
- „Színházország díszpolgára volt Vámos László tanár úr minden színész, kellékes, ügyelő és zeneművész barátja.” – Petrovics Emil[8]

### Vámos László-díj
Vámos László nevének megőrzésére Psota Irén saját anyagi tőkéjéből létrehozta a Vámos László Alapítványt, amely minden évben egy fiatal – a kuratórium által kiválasztott – színházművészt jutalmaz a Vámos László-díjban. A magas rangú művészi elismerést március 27-én, a Színházi Világnap alkalmából adják át.

#### Díjazottak
- 2002 – Kovalik Balázs
- 2003 – Zsótér Sándor
- 2004 – Schilling Árpád
- 2006 – Léner András
- 2007 – Elek Dóra[9]
- 2008 – Sopsits Árpád
- 2009 – Béres Attila
- 2010 – Almási-Tóth András[10]
- 2011 – Bozsik Yvette
- 2012 – Cseke Péter[11]
- 2013 – Rátóti Zoltán[12]
- 2014 – Szikora János[13]
- 2015 – Valló Péter
- 2016 – Karinthy Márton és Pintér Béla
- 2017 – nem adták át
- 2018 – nem adták át[14]

## Színpadi rendezései
- Bornemisza Péter: Magyar Elektra
- Victor Hugo: A királyasszony lovagja
- William Shakespeare: Ahogy tetszik
- Shakespeare: Téli rege
- Jerry Herman: Őrült nők ketrece
- Kodály Zoltán: Háry János
- William Shakespeare: A vihar
- William Shakespeare: III. Richárd
- William Shakespeare: Hamlet, dán királyfi
- Tennessee Williams: A vágy villamosa
- Federico García Lorca: Yerma
- Peter Shaffer: Black Comedy
- Madách Imre: Az ember tragédiája
- Molière: Tudós nők
- Katona József: Bánk bán
- Márai Sándor: Kaland
- Verdi: A trubadúr
- Benjamin Britten: Szentivánéji álom
- Bartók Béla: A kékszakállú herceg vára
- Leonard Bernstein: West Side Story
- Jerry Bock: Hegedűs a háztetőn
- William Shakespeare: Szentivánéji álom
- William Shakespeare: Rómeó és Júlia
- Molière: Scapin furfangjai
- Molière: Az úrhatnám polgár
- Molière: Nők iskolája
- Molière: Mizantróp
- Puccini: Pillangókisasszony
- Puccini: A köpeny
- Puccini: Gianni Schicchi
- Verdi: Otello
- Bizet: Carmen
- Erkel Ferenc: Bánk bán
- Pierre-Augustin Caron de Beaumarchais: Figaro házassága
- Szép Ernő: Vőlegény
- Schiller: Ármány és szerelem
- Williams: A tetovált rózsa
- Bertolt Brecht: Svejk a második világháborúban
- Szophoklész: Antigoné
- Euripidész–Sartre: A trójai nők
- Ifj. Johann Strauss: A denevér
- George Bernard Shaw: Szent Johanna
- Jerry Herman: Hello, Dolly
- Kálmán Imre: Csárdáskirálynő
- Kálmán Imre: A cirkuszhercegnő
- Verdi: Falstaff
- Bertolt Brecht: Kurázsi mama és gyermekei
- Offenbach: Orfeusz az alvilágban
- MacDermot–William Shakespeare: A veronai fiúk
- Fényes Szabolcs–Békeffi István: A kutya, akit Bozzi úrnak hívtak
- Verdi: Aida
- Verdi: Traviata
- Mascagni: Parasztbecsület
- Leoncavallo: Bajazzók
- Cole Porter: Csókolj meg, Katám!
- Kacsóh Pongrác: János vitéz
- William Shakespeare: Lear király
- Gorkij: Éjjeli menedékhely
- Roberto Athayde: Margarida asszony
- Illyés Gyula: A kegyenc
- Hubay Miklós: Tüzet viszek
- Loleh Bellon: A csütörtöki hölgyek
- Georges Feydeau: Egy hölgy a Maximból
- Farkas Ferenc–Márai Sándor: Egy út Velencéből
- Richard Rodgers: A muzsika hangja
- Graham Greene: Utazások nénikémmel
- Molnár Ferenc: A testőr
- Mozart: A varázsfuvola
- Ábrahám Pál: Bál a Savoyban

## Filmjei

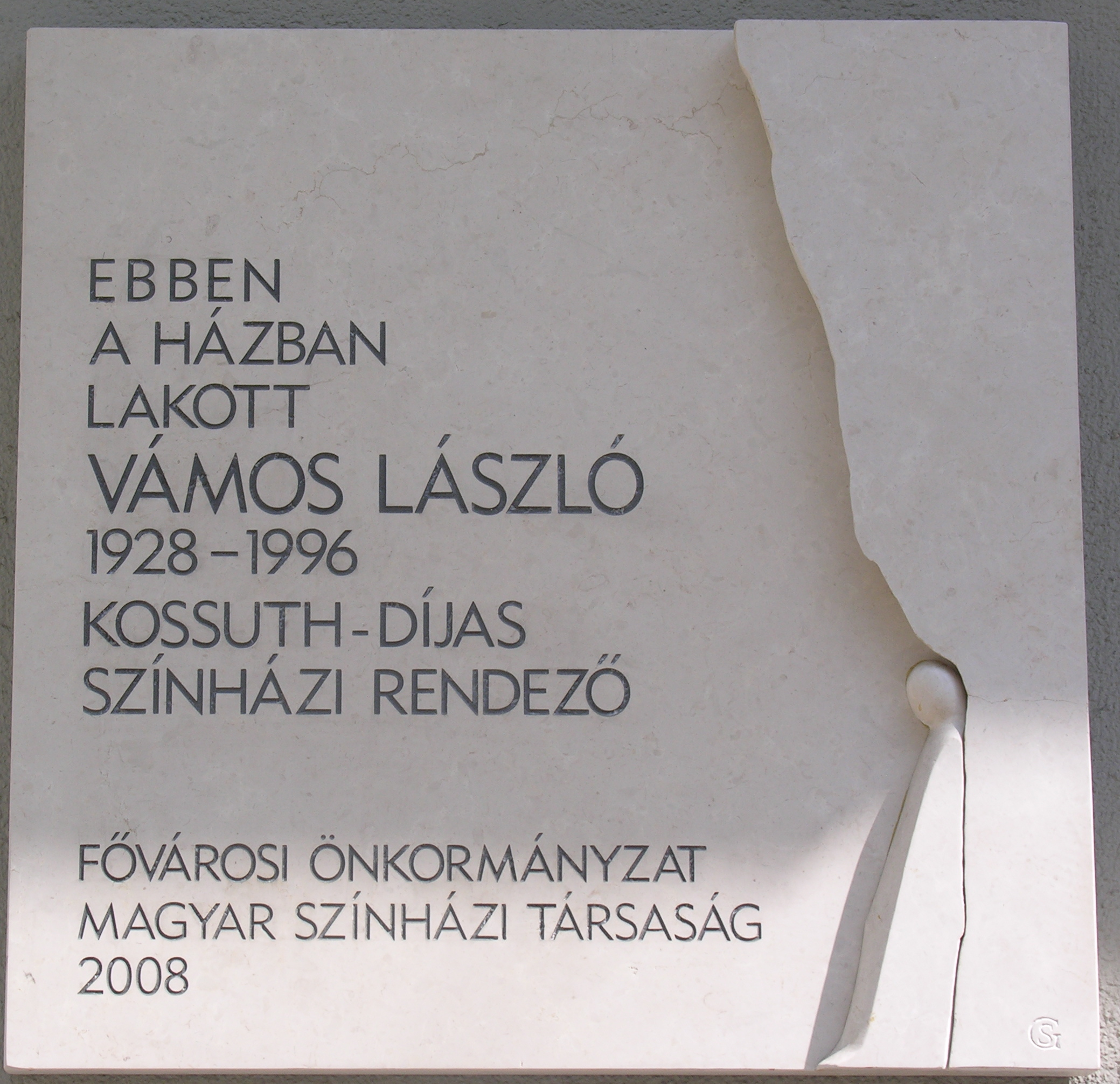
Emléktáblája egykori lakóhelyén Budapesten, a XIII. ker. Katona József utca 27. szám alatt

### Játékfilmek
- A tanú (1969) – Idegorvos (színész)
- Vőlegény (1982)

### Tévéfilmek
- Menazséria (1964)
- Antigoné (1965)
- Zenés TV Színház
  - Lendvay Kamilló: A bűvös szék (1972)
  - Robert Planquette: Garasos menyasszony (1972)
  - Hidas Frigyes–Vargha Balázs: Tökéletes alattvaló (1974)
  - Erkel Ferenc: Bánk bán (1975)
  - Francis Poulenc: Az emberi hang (1976)
  - Ránki György–Weöres Sándor: A csendháborító (1976)
  - Erkel Ferenc: Hunyadi László (1978)
  - Hidas Frigyes: Bösendorfer (1978)
  - Lendvay Kamilló: A tisztességtudó utcalány (1979)
  - Igor Stravinsky: Mavra (1979)
  - Jacques Offenbach: Eljegyzés lámpafénynél (1980)
  - Erkel Ferenc: Névtelen hősök (1982)
  - Aldobólyi Nagy György–Szép Ernő–Müller Péter: Vőlegény (1982)
  - Giuseppe Verdi: Falstaff (1984)
  - Vujicsics Tihamér: Éjféli operabemutató (1985)
  - Bágya András–Baranyi Ferenc: Erdők szép virága
- A bolondok grófja (1974)
- Magyar Elektra (1975)
- Tudós nők (1975)
- Sir John Falstaff (1977)
- Éljen az egyenlőség (1980)
- A különc (1980)
- A kegyenc (1983)

## Díjai, elismerései
- Jászai Mari-díj (1955, 1962)
- Kossuth-díj (1970)
- Érdemes művész (1967)
- Kiváló művész (1980)